# Orfeo (film)
Pour les articles homonymes, voir Orfeo.
Pour plus de détails, voir Fiche technique et Distribution.
Orfeo est un opéra filmé helvéto-canado-italo-français réalisé par Claude Goretta et sorti en 1985, inspiré du mythe d'Orphée.

## Fiche technique
Sauf indication contraire, les informations mentionnées dans cette section peuvent être confirmées par la base de données cinématographiques IMDb,  présente dans la section « Liens externes ».
- Titre original et français : Orfeo[1],[2]
- Réalisateur : Claude Goretta
- Scénario : Claude Goretta, Alessandro Striggio
- Photographie : Giuseppe Rotunno
- Montage : Marie-Sophie Dubus
- Musique : Claudio Monteverdi
- Son : Guy Level
- Décors : Jacques Bufnoir
- Costumes : Gabriella Pescucci
- Production : Manolo Bolognini, Pierre Voslinski
- Société de production : Gaumont, France 2 Cinéma, Erato Films, Fondation Total pour la musique, Istituto Luce-Italnoleggio Cinematografico, Société suisse de radiodiffusion et télévision, Radio-Canada
- Pays de production :  France -  Italie -  Suisse -  Canada
- Langue originale : italien
- Format : Couleurs - 1,66:1 - 35 mm[2]
- Durée : 94 minutes (1 h 34[2])
- Genre : musical
- Dates de sortie :
  - Italie : septembre 1985
  - France : 18 octobre 1985

## Distribution
- Gino Quilico : Orphée
- Audrey Michael : Euridice / La Speranza / Éco
- Carolyn Watkinson : messaggera
- Danielle Borst : Proserpina
- Frangiskos Voutsinis : Plutone, Caronte
- Colette Alliot-Lugaz : la Musica
- François Le Roux : spirito, pastore
- Guy de Mey : un pastore
- Shelley Whittingham : ninfa
- Henri Ledroit : un pastore
- Eric Tappy : Apollo